# София фон Саксония-Вайсенфелс
Вижте пояснителната страница за други личности с името София фон Саксония-Вайсенфелс.
София фон Саксония-Вайсенфелс (на немски: Sophia von Sachsen-Weißenfels; * 2 август 1684 във Вайсенфелс; † 6 май 1752 в Росвалд (Слеске Рудолтице), Силезия, Чехия) от рода на Албертинските Ветини е принцеса от Саксония-Вайсенфелс и чрез женитби маркграфиня на Бранденбург-Байройт (1712 – 1726) и имперска графиня на Ходиц и Волфрамиц.
Тя е най-малката дъщеря на херцог Йохан Адолф фон Саксония-Вайсенфелс (1649 - 1697) и първата му съпруга принцеса Йохана Магдалена фон Саксония-Алтенбург (1656 – 1686), дъщеря на херцог Фридрих Вилхелм II фон Саксония-Алтенбург.  Тя е считана за една от първите красавици сред принцесите на Германия.
Тя умира на 6 май 1752 г. на 67 години в Росвалд в Силезия и е кремирана.

## Фамилия
София се омъжва на 16 октомври 1699 г. в Лайпциг на петнадесет години за маркграф Георг Вилхелм фон Бранденбург-Байройт (1678 – 1726). По този случай той построява маркграфския дворец Ерланген. Бракът е нещастен. Те имат децата:
- Християна София Вилхелмина (1701 – 1749), ражда незаконни близнаци, които умират малко след раждането, и е изгонена в Кулмбах
- Еберхардина Елизабет (1706 – 1709)
- Християн ((*/† 1706).
- Християн Фридрих Вилхелм (*/† 1709)
- Франц Адолф Вилхелм (*/† 1709), близнак на Християн

Георг Вилхелм умира на 18 декември 1726 г. Тя живее след това осем години в дворец Ерланген.
На 50 години София се омъжва втори път на 14 юли 1734 г. за 28-годишния имперски граф Алберт Йозеф фон Ходиц (1706 – 1778). Тя става католичка и получава годишна пенсия от императорския двор във Виена.